# Gabriela Španić

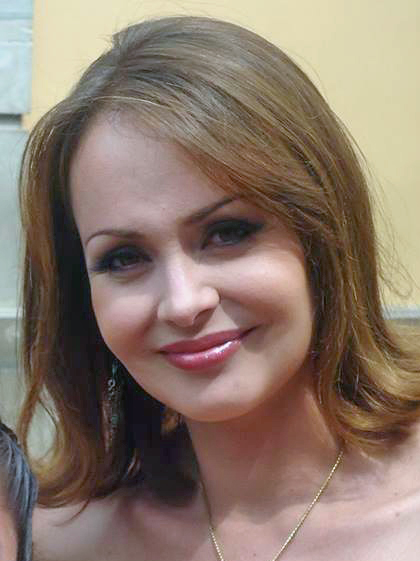
Gabriela Španić (2013)

Gabriela Elena „Gaby“ Španić Utrera (* 10. Dezember 1973 in Ortiz, Guárico, Venezuela) ist eine venezolanische Schauspielerin und Zwillingsschwester von Model und Schauspielkollegin Daniela Španić, die vor allem durch ihre Rollen in Telenovelas bekannt wurde.

## Leben
Španić' Vater, ein gebürtiger Kroate, kam 1947 mit seinen Eltern nach Venezuela; ihre Mutter ist Venezolanerin.
Španić' Karriere begann mit dem Schönheitswettbewerb Miss Venezuela 1992 als Miss Guárico. Sie begann ihr Psychologiestudium, verfolgte aber auch ihre Schauspielkarriere. Letztere bekam einen großen Schub durch wichtige Rollen in bedeutenden Telenovelas, die sie seit Mitte der 1990er spielte. Insbesondere La Usurpadora (1998) war ein großer Erfolg in Lateinamerika.
Španić heiratete Miguel de León. Während dieser Zeit verließ sie Mexiko für eine Telenovela an der Seite von José Angel Llamas. Als Gerüchte über eine Affaire zwischen ihr und Llamas bekannt wurden, trennten sich die beiden. Sie bekam die Titelrolle in Doña Barbara, verließ die Serie aber noch während der Vorproduktion.

## Filmografie
- 1990: Adorable Mónica
- 1991: Mundo de fieras
- 1992: La Loba herida
- 1992: Divina obsesión
- 1993: Rosangelica
- 1993: Morena Clara
- 1994: María Celeste
- 1994  Como Tu Ninguna
- 1996: Quirpa de tres mujeres
- 1997: Todo por tu amor
- 1998: La Usurpadora
- 1999: Más allá de la usurpadora
- 1999: Por tu amor
- 2001: La Intrusa
- 2002: La Venganza
- 2004: Prisionera
- 2005–2007: Decisiones
- 2006: Tierra de Pasiones
- 2010: Soy tu Dueña
- 2011: Emperatriz